# Họ Cá chìa vôi ma
Họ Cá chìa vôi ma (còn gọi là cá chìa vôi giả hay cá dao cạo) là một họ nhỏ có danh pháp khoa học là Solenostomidae, thuộc về bộ Cá chìa vôi (Syngnathiformes). Họ này chỉ chứa một chi Solenostomus còn loài sinh tồn, với tổng cộng 5 loài. Cá chìa vôi ma có quan hệ họ hàng gần với các loài cá chìa vôi và cá ngựa. Chúng sinh sống trong các vùng nước nhiệt đới thuộc Ấn Độ Dương, từ châu Á tới châu Phi.
Các loài cá này dài không quá 15 cm (6 inch), trôi nổi gần như bất động xung quanh khung nền làm cho chúng gần như không thể thấy được, với miệng hướng xuống phía dưới. Chúng ăn các loại thức ăn là động vật giáp xác nhỏ bằng cách hút nước vào bên trong cái mõm dài. Chúng sống trong các vùng nước lộ thiên, ngoại trừ khi tới mùa sinh sản thì chúng xuất hiện tại các rạn san hô hay tại vùng đáy nhiều bùn, đổi màu và hình dạng để giảm thiểu độ nhìn thấy.
Ở nhiều khía cạnh chúng tương tự như các loài cá chìa vôi thật, nhưng có thể phân biệt nhờ sự hiện diện của các vây chậu và một vây lưng dễ thấy hình gai cùng các tấm hình sao trên da. Không giống như cá chìa vôi thật, cá chìa vôi ma cái sử dụng các vây chậu nở rộng của mình để ấp trứng cho tới khi chúng nở.

## Các loài
- Solenostomus armatus (Weber, 1913): Cá chìa vôi ma đuôi dài
- Solenostomus cyanopterus (Bleeker, 1854): Cá chìa vôi ma vây xanh
- Solenostomus halimeda (Orr, Fritzsche và Randall, 2002)
- Solenostomus leptosoma (Tanaka, 1908): Cá chìa vôi ma thanh tú
- Solenostomus paradoxus (Pallas, 1770): Cá dao cạo

## Lưu ý
Các danh pháp Solenostomus khác như sau:
- Solenostomus Gray, 1854 = Aulostomus Lacepède, 1803
- Solenostomus Gill, 1861 = Fistularia Linnaeus, 1758